# 世界微尘里
《世界微尘里》（英語：Sweet Teeth），为爱奇艺拍摄出品的一部都市情感剧，由许宏宇执导，吴宣仪、毕雯珺领衔主演，翟潇闻特别主演，张柏嘉、刘特、万籽麟联合演出。该剧改编自木浮生同名小说。
本剧是愛奇艺《恋恋剧场》的电视剧之一，并于2021年8月16日在爱奇艺正式播出。 。

## 演員列表

### 主要演員
| 演員   | 角色   | 簡介 |
| 吳宣儀 | 曾鯉   | 圖書管理員 和伍颖、马依依开有一家咖啡店，私下亦有写小说 伍颖和马依依的闺蜜 邓浩然异父异母之妹妹 膽小怕黑，不善言谈 因矫正牙齿而认识艾景初，后成为情侣 |
| 畢雯珺 | 艾景初 | 牙科副主任醫師 兼职大学专业课导师 温柔寡言、醫術高超 曾鲤的主治医师，后慢慢发展成为情侣                                                               |

### 其他演員
| 演員   | 角色       | 簡介 |
| 翟瀟聞 | 劉宇誠     | 来自马来西亚的留学生，學習中醫並深諳養生之道，個性熱情主動、有責任心。 追求伍颖并成为伍颖的男朋友，領證後意外發現伍穎懷孕，商量後決定懷著孩子補辦婚禮。                                                           |
| 張柏嘉 | 伍穎       | 急诊科医生。 曾鲤的闺蜜，被刘宇诚追求后在一起，後結婚。 |
| 劉特   | 鄧浩然     | 创业公司老闆。 曾鲤异父异母的哥哥，曾和马依依交往后分手，最后复合。 |
| 萬籽麟 | 馬依依     | 网红主播。 曾鲤的闺蜜，曾和邓浩然交往后分手，最后复合。 |
| 米熱   | 易         | 曾鲤只差五歲的小表舅（媽媽的小表弟），曾被曾鲤暗恋。回国后想追求曾鲤但发现曾鲤已经有喜歡的人了。 |
| 鍾藝   | 吳晚霞     | 圖書管理員。 曾鲤的同事，個性熱情。 |
| 陳伊莎 | 曾媽       | 曾鲤的媽媽。 有三任老公，因為第三任老公的職位關係，希望曾鲤與顧東海相處，但是曾鲤因為艾景初拒絕了顧東海，使得她老公無法升職，又因為曾看過艾景初與竇竇爭執的畫面，剛開始對艾景初印象不好，之後一次的機緣下才變好。 |
| 楊凱程 | 顧東海     | 喜歡曾鲤，爸爸是曾鲤繼父的主管。 |
| 許諾言 | 許衡珩     | 牙科住院醫生。 竇竇的前男友，艾景初的學生。 |
| 楊安琪 | 周紋       | 牙科護士。 |
| 尚思琪 | 小范       | 牙科護士。 |
| 王詩蒙 | 艾小姑     | 艾景初的小姑。 個性熱情，見到艾景初就喜歡上手捏臉，喜歡曾鲤。 |
| 李佳琛 | 盛鳴       | 喜歡馬依依，但是因為與前任關係沒處理好，所以沒有和馬依依在一起。 |
| 侯桐江 | 艾爺爺     | 艾景初的爺爺。 與艾小姑一家子住在一起，性格開明，曾說過只要艾景初帶女生回家，不管是性格、職業都好。 |
| 秦海   | 艾姑父     | 與艾小姑有一女，和艾爺爺同住。 |
| 王子怡 | 責編小陳   | 曾鲤出版社的責編，鼓勵曾鲤參加簽書會和繼續創作。 |
| 李俊葦 | 江睿       | 骨科醫生。 喜歡伍穎，但是被伍穎拒絕了。 |
| 傅隽   | 鄧剛       | 曾鲤媽媽的第三任老公。 |
| 王東   | 曾爸       | 曾鲤媽媽的第一任老公。 在曾鲤小時候經常與她媽媽吵架，也不關心曾鲤，而後與她媽媽離婚。 |
| 史濟源 | 辰辰       | 陳姐與李主任的小孩。 一場意外不慎嗑了一顆牙和釘子插進了下頜，還好有艾景初為他醫治。 |
| 楊紫銘 | 陳玲       | |
| 馬晨   | 陳姐       | 與李主任有一子，辰辰。 |
| 郄路通 | 竇竇       | 咖啡館的服務生，許衡珩的前女友，艾景初被誤認為是她的前男友。 |
| 成敏   | 李倩       | 曾鲤的大學同學。 瞧不起曾鲤的工作和現況，炫耀自己多好，但剛好艾景初出現英雄救美（曾鲤）。 |
| 程小剛 | 李主任     | 與陳姐有一子，辰辰。 很感激艾景初救了辰辰。 |
| 黃子頎 | 莉莉       | 鄧浩然的前女友。 不喜歡鄧浩然只顧著妹妹（曾鲤）與她閨蜜，後來分手，但一直還有聯繫。 |
| 王東軍 | 路院長     | 福利院院長。 |
| 黎昊杰 | 濤濤       | 咖啡館的服務生。 |
| 尹王鑫 | 馬小兵     | 福利院小孩。 因為先天生性唇顎裂，再加上家中只有爺爺，所以個性害羞不太與人交流，但是艾景初願意幫他出錢進行治療。                                                                                                   |
| 詹子潼 | 夏夏       | |
| 岑明   | 張騰       | |
| 王子茜 | 王小雅     | |
| 錢佳玲 | 王珍珍     | 伍穎同事。 |
| 趙義彤 | 笑笑       | 福利院小孩。 |
| 馮大路 | 伍穎爸爸   | 伍穎爸爸。 第一次見劉宇誠印象就不錯。 |
| 蘭欄   | 伍穎媽媽   | 伍穎媽媽。 第一次見劉宇誠誤以為是房仲，認識之後覺得這小孩不錯。 |
| 朱輝戈 | 劉宇誠爸爸 | |
| 黃鳳榮 | 劉宇誠媽媽 | |
| 蔡綱   | 于易爸爸     | |
| 劉亦寧 | 于易媽媽     | |

## 電視劇原聲帶
| 曲序 | 曲目                          |                       | 作曲                 | 编曲             | 演唱   |
| ---- | ----------------------------- | --------------------- | -------------------- | ---------------- | ------ |
| 1.   | say that in your mind（插曲） | 7KEY-2008rising/林喬  | 7KEY-2008rising      | 7KEY-2008rising  | 翟瀟聞 |
| 2.   | 星星眼（插曲）                | 崔雅然/林喬/孫艾藜    | 7KEY-JOONEWHALEE     | 7KEY-JOONEWHALEE | 余佳運 |
| 3.   | 微塵裡（插曲）                | 林喬/丁肇聿/7KEY-JUAE | 7KEY-TG              | 7KEY-TG          | 蘇詩丁 |
| 4.   | lovely night（插曲）          | 崔雅然/林喬           | 都智文               | 龍一             | 金奕可 |
| 5.   | sweet teeth（片尾曲）         | 孫艾藜/林喬           | 7KEY-2008rising      | 7KEY-2008rising  | 楊胖雨 |
| 6.   | 旋钮（主題曲）                | 林喬/孫艾藜/劉恩汛    | 金永浩/柳現喆/李恩娥 | 金永浩/柳現喆    | 劉瑞琦 |
| 7.   | touch the star（插曲）        | 李冠羣                | 李冠羣               | 李冠羣           | 曾咏欣 |
| 8.   | Be there（插曲）              | 王仕琳                | 金炫道               | 金炫道           | 邓鼓   |